# Uracanthus ater
Uracanthus ater là một loài bọ cánh cứng trong họ Cerambycidae.